# 大区 (德国)

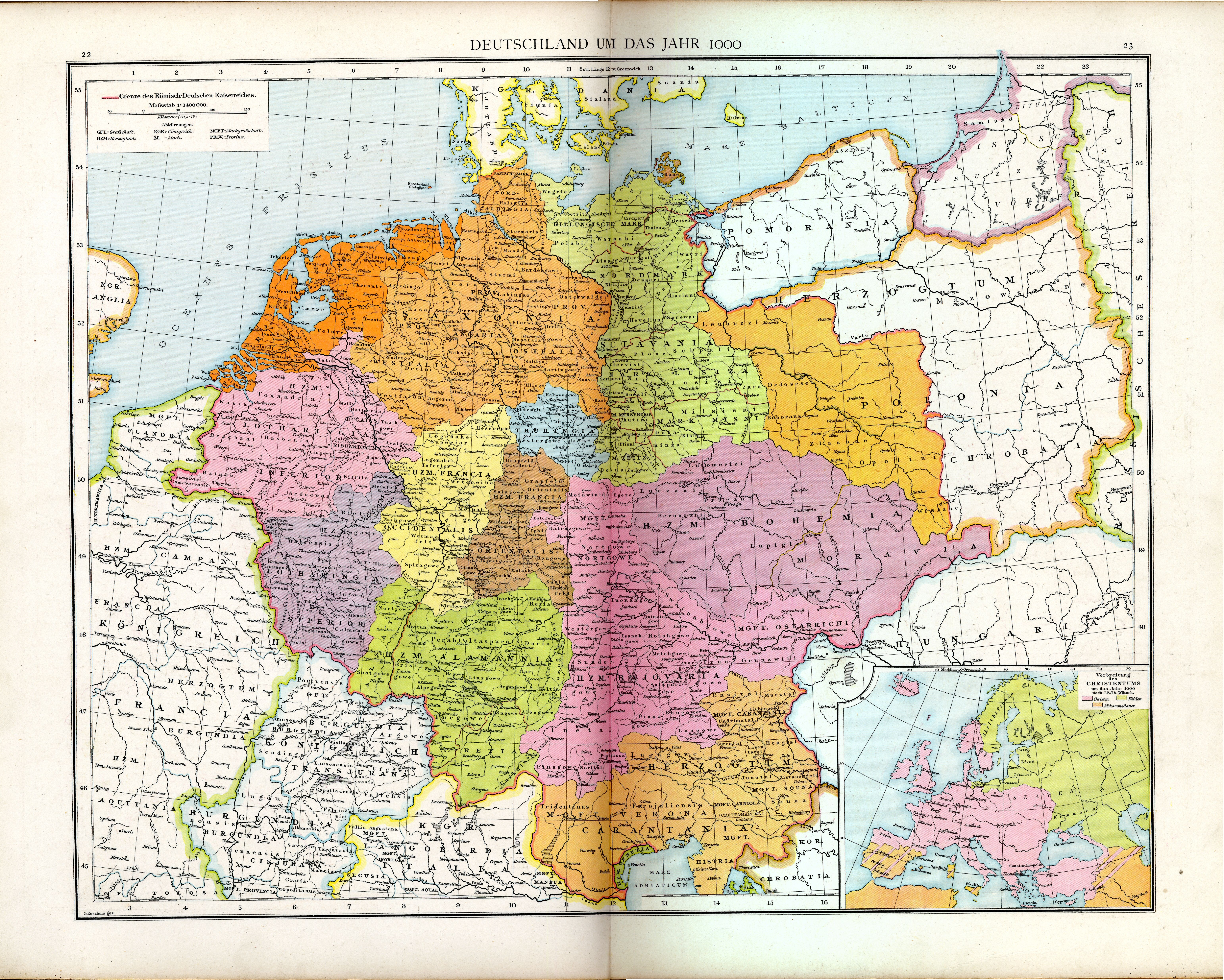
神圣罗马帝国于1000年的部落公国和大区

大区（德語：Gau，复数：Gaue）是德语中的行政区划单位，最早于中世纪时期使用，类似于英语中的郡。纳粹德国于1938至1945年间采用大区作为一级行政区划单位，以取代传统的联邦州（Länder）。

## 纳粹德国

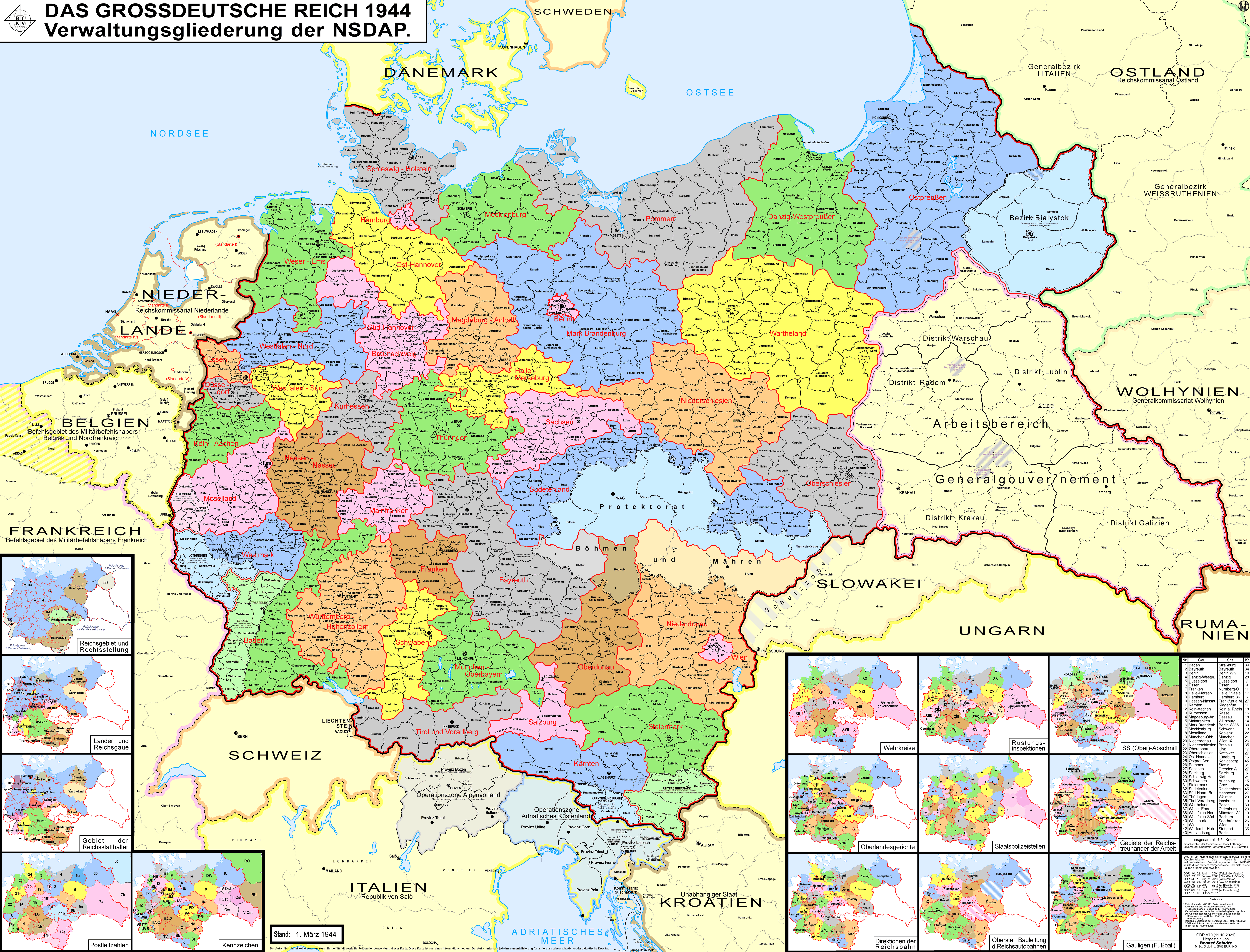
纳粹德国行政区划（1944年）

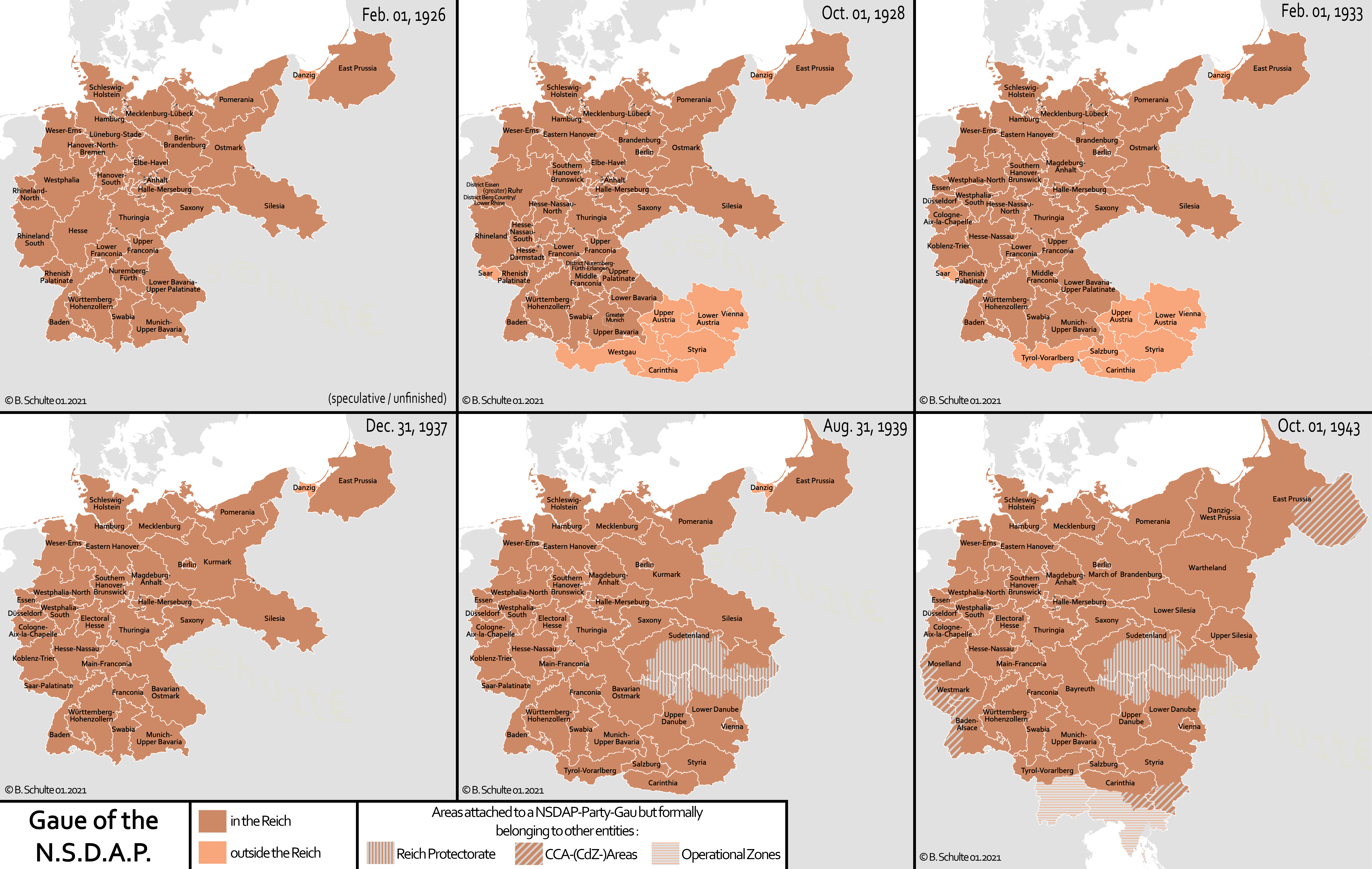
纳粹的大区变化

### 大区

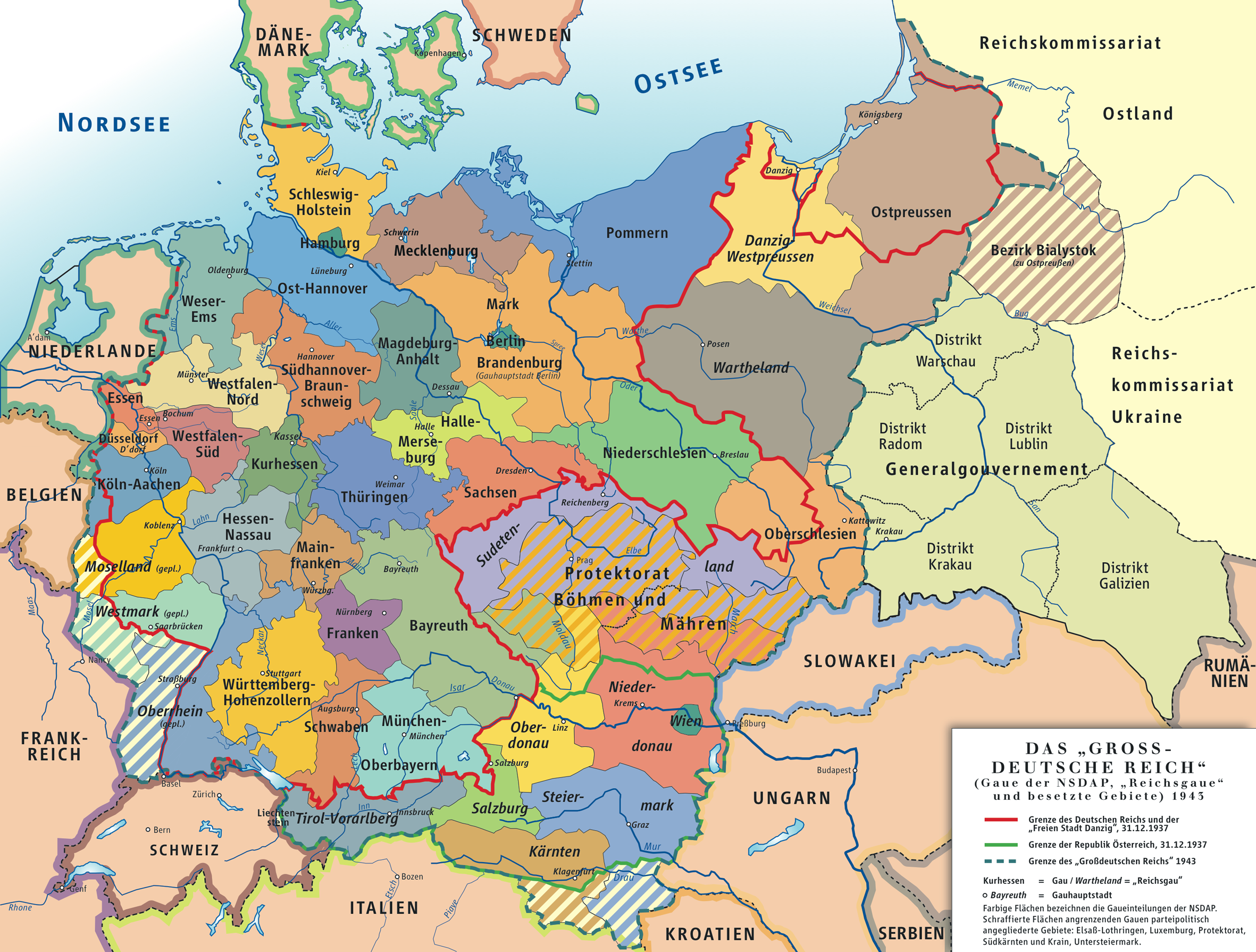
大區

纳粹党在1920年代使用大区作为纳粹党的地方区划单位。1926年5月22日根据纳粹党法令，大区成为了纳粹党的主要地方区划单位，地区领导人称作大區長官。最初的32个大区的部分边境与邦和普鲁士省份重合。
1934年，德国各州的政治势力被削弱。1938年时，德国被分成了30个大区，此时大区成为了德国实际上的行政单位，纳粹党的大区领导者也具有相当大的权力。
| 中文名                   | 德语名 | 首府             | 辖区 |
| ------------------------ | ------ | ---------------- | --- |
| 巴登                     |        | 斯特拉斯堡       | 巴登共和国，1940年起接管法国上莱茵省、下莱茵省，即阿尔萨斯                                                                              |
| 拜罗伊特                 |        | 拜罗伊特         | 巴伐利亚自由邦的上弗兰肯、上普法尔茨、下巴伐利亚地区，1939年起接管捷克（波-摩保护国）西南部的德意志人聚居区领土                         |
| 杜塞尔多夫               |        | 杜塞尔多夫       | 普鲁士自由邦莱茵省的杜塞尔多夫行政区南部                                                                                                |
| 东普鲁士                 |        | 柯尼斯堡         | 普鲁士自由邦东普鲁士省（除西普鲁士行政区），1939年起接管波兰共和国的华沙省北部（齐辛瑙行政区），1941年后实际管辖比亚韦斯托克区          |
| 东汉诺威                 |        | 吕讷堡           | 普鲁士自由邦汉诺威省的施塔德、吕讷堡行政区                                                                                              |
| 黑森选侯                 |        | 卡塞尔           | 普鲁士自由邦黑森-拿骚省的卡塞尔行政区，得名于旧黑森选侯国                                                                               |
| 科隆-亚琛                |        | 科隆             | 普鲁士自由邦莱茵省的科隆、亚琛行政区 |
| 埃森                     |        | 埃森             | 普鲁士自由邦莱茵省的杜塞尔多夫行政区北部                                                                                                |
| 弗兰肯                   |        | 纽伦堡           | 巴伐利亚自由邦的中弗兰肯地区 |
| 大柏林                   |        | 柏林             | 普鲁士自由邦的柏林市 |
| 哈雷-梅泽堡              |        | 萨勒河畔哈雷     | 普鲁士自由邦萨克森省的梅泽堡行政区 |
| 汉堡                     |        | 汉堡             | 汉堡自由汉萨市 |
| 黑森-拿骚                |        | 美因河畔法兰克福 | 普鲁士自由邦黑森-拿骚省的威斯巴登行政区，以及黑森人民邦                                                                                 |
| 科布伦茨-特里尔→摩泽尔兰 | →      | 科布伦茨         | 普鲁士自由邦莱茵省的科布伦茨、特里尔行政区，1941年接管卢森堡领土，并更名为摩泽尔兰大区，得名于境内摩泽尔河                              |
| 马德格堡-安哈尔特        |        | 德绍             | 普鲁士自由邦萨克森省的马格德堡行政区，以及安哈尔特自由邦                                                                                |
| 下弗兰肯→美因弗兰肯      | →      | 维尔茨堡         | 巴伐利亚自由邦的下弗兰肯地区，1938年起更名为美因弗兰肯大区，得名于境内美因河                                                            |
| 边疆选侯→勃兰登堡边疆    | →      | 柏林             | 普鲁士自由邦的勃兰登堡省，以及波森-西普鲁士边区中部，1939年更名为勃兰登堡边疆大区，得名于旧勃兰登堡选侯国（原爵位为侯爵，直译为边疆伯） |
| 梅克伦堡                 |        | 什未林           | 梅克伦堡-什未林自由邦，以及梅克伦堡-施特雷利茨自由邦，1934年合并为梅克伦堡州                                                            |
| 慕尼黑-上巴伐利亚        |        | 慕尼黑           | 巴伐利亚自由邦的上巴伐利亚地区 |
| 波美拉尼亚               |        | 斯德丁           | 普鲁士自由邦的波美拉尼亚省，以及波森-西普鲁士边区北部                                                                                   |
| 萨尔-普法尔茨→威斯特马克 | →      | 萨尔布吕肯       | 巴伐利亚自由邦的普法尔茨地区，以及萨尔地方，1940年起接管法国摩泽尔省，即洛林，并更名为西部边疆大区，得名于位置在德国本土最西端          |
| 萨克森                   |        | 德累斯顿         | 萨克森自由邦 |
| 西里西亚                 |        | 布雷斯劳         | 普鲁士自由邦的西里西亚省，以及波森-西普鲁士边区南部，一度分割为上、下两省，1938年恢复，1939年起接管波兰西里西亚省领土，1941年再次分割   |
| 上西里西亚大区           |        | 布雷斯劳         | 普鲁士自由邦的西里西亚省，以及波森-西普鲁士边区南部，一度分割为上、下两省，1938年恢复，1939年起接管波兰西里西亚省领土，1941年再次分割   |
| 下西里西亚大区           |        | 卡托维兹         | 普鲁士自由邦的西里西亚省，以及波森-西普鲁士边区南部，一度分割为上、下两省，1938年恢复，1939年起接管波兰西里西亚省领土，1941年再次分割   |
| 石勒苏益格-荷尔斯泰因    |        | 基尔             | 普鲁士自由邦的石-荷省，以及吕贝克自由汉萨市，1937年吕贝克并入石-荷省                                                                    |
| 南汉诺威-不伦瑞克        |        | 汉诺威           | 普鲁士自由邦汉诺威省的汉诺威、希尔德斯海姆行政区，以及不伦瑞克自由邦                                                                    |
| 施瓦本                   |        | 奥格斯堡         | 巴伐利亚自由邦的施瓦本地区 |
| 图林根                   |        | 魏玛             | 图林根州，以及普鲁士自由邦萨克森省的埃尔福特行政区                                                                                      |
| 威悉-埃姆斯              |        | 奥尔登堡         | 奥尔登堡自由邦，不来梅自由汉萨市，以及普鲁士自由邦汉诺威省的奥里希行政区，得名于境内威悉河、埃姆斯河                                    |
| 威斯特法伦-北方          |        | 明斯特           | 普鲁士自由邦威斯特法伦省的明斯特、明登行政区，利珀自由邦，以及绍姆堡-利珀自由邦                                                         |
| 威斯特法伦-南方          |        | 波鸿             | 普鲁士自由邦威斯特法伦省的阿恩斯贝格行政区                                                                                              |
| 符腾堡-霍亨佐伦          |        | 斯图加特         | 符腾堡人民邦，以及普鲁士自由邦的霍亨索伦州（锡格马林根行政区）                                                                          |

### 帝国大区
1938年，随着纳粹德国兼并的领土不断扩大，纳粹德国将新兼并的德语区划分为帝国大区（Reichsgau），这一单位既是纳粹党分区也是国家行政单位。
新的帝国大区系统在德奥合并和合并苏台德地区后被建立起来。根据《慕尼黑协定》捷克斯洛伐克的部分南方地区也被让与德国，但由于该地区并非苏台德地区的一部分，因而被划入奥地利北方的帝国大区。
1939年，纳粹德国在获得了从波蘭兼併的領土以及但泽自由市后，瓦尔特兰及但泽-西普鲁士两个帝国大区在前波兰东部领土与但泽走廊上被建立起来，余下的部分被兼并领土则被划入大東普魯士及西里西亚两个帝国大区。
| 中文名            | 德语名 | 首府       | 辖区 |
| ----------------- | ------ | ---------- | --- |
| 克恩顿            |        | 克拉根福   | 奥地利联邦国的克恩顿州，以及蒂罗尔州东南部飞地，1941年起接管南斯拉夫王国德拉瓦河省西北部（上克雷恩）                       |
| 下多瑙河          |        | 克雷姆斯   | 奥地利联邦国的下奥地利州，布尔根兰州北部，以及捷克（波-摩保护国）南部的德意志人聚居区，得名于境内多瑙河                    |
| 上多瑙河          |        | 林茨       | 奥地利联邦国的上奥地利州，施泰尔马克州西北角，以及捷克东南部的德意志人聚居区，得名于境内多瑙河                             |
| 萨尔茨堡          |        | 萨尔茨堡   | 奥地利联邦国的萨尔茨堡州                                                                                                   |
| 苏台德兰          |        | 赖兴贝格   | 捷克北部的德意志人聚居区，得名于苏台德山脉                                                                                 |
| 施泰尔马克        |        | 格拉茨     | 奥地利联邦国的施泰尔马克州主体，以及布尔根兰州南部，1941年起接管南斯拉夫王国德拉瓦河省东北部（下施泰尔马克）               |
| 蒂罗尔-福拉尔贝格 |        | 因斯布鲁克 | 奥地利联邦国的蒂罗尔州主体，以及福拉尔贝格州                                                                               |
| 维也纳            |        | 维也纳     | 奥地利联邦国的维也纳州，以及下奥地利州环绕维也纳州的一圈领土（大维也纳），以此建立的大维也纳成为了纳粹德国面积最大的城市。 |
| 但泽-西普鲁士     |        | 但泽       | 普鲁士自由邦东普鲁士省的西普鲁士行政区，波兰共和国的滨海省，以及但泽自由市                                                 |
| 瓦尔特兰          |        | 波森       | 波兰共和国的波兹南省、罗兹省，得名于境内瓦尔塔河                                                                           |

### 引用
1. ↑  .   [2014-08-12]. （原始内容存档于2019-11-01）.